# سیارک ۲۱۵۸۰
سیارک ۲۱۵۸۰ (به انگلیسی: 21580 Portalatin، نامگذاری:1998SY57) بیست و یک هزار و پانصد و هشتادمین سیارک کشف شده‌است که در ۱۷ سپتامبر ۱۹۹۸ کشف شد.
قدر مطلق سیارک برابر ۲۸.۲ است.